# Реанімація
Реанімація — комплекс заходів, спрямованих на відновлення різко порушених або втрачених життєвоважливих функцій організму (серцево-легеневі та церебральні функції).

## Історичні факти
З давніх часів людина намагалася повернути життя помираючому. Перші згадки про оживлення потонулого за допомогою штучного дихання зустрічаються у найдавніших пам'ятках історії. Найвидатніші лікарі та науковці епохи Відродження Везалій та Гарвей займалися вивченням механізмів смерті та намагалися штучними методами продовжити життя людини. Однак лише науковий та технічний прогрес другої половини XX століття зробив можливим розвиток нової науки — реаніматології (від лат. — знову, — життя, дихання). Реаніматологія стала однією з провідних клінічних дисциплін, а її методи широко використовуються у медичній практиці. Клінічна реаніматологія тісно пов'язана з фізіологією, патологічною анатомією, хірургією, терапією та багатьма іншими медичними спеціальностями. Її завдання — вивчення механізму процесів, які відбуваються у організмі при помиранні, при розвитку термінального стану, і на цій основі розробка та застосування методів боротьби зі смертю.

## Термінальні стани
Встановлено, що організм людини продовжує жити й після зупинки дихання та серцевої діяльності. Дійсно, при цьому припиняється постачання до клітин кисню, без якого неможливе існування живого організму. Різні тканини по-різному реагують на відсутність постачання до них крові та кисню, та їхня загибель відбувається не в один і той самий час. Тому своєчасне відновлення кровообігу та дихання за допомогою комплексу заходів, які називаються реанімацією, може вивести хворого з термінального стану.
Термінальні стани можуть спричинятися різними причинами: шоком, інфарктом міокарда, великою крововтратою, закупоренням дихальних шляхів або асфіксією, електротравмою, утопленням, засипанням землею і т. д.
У термінальному стані виділяють 3 фази, або стадії:
1. преагонія;
2. агонія;
3. клінічна смерть.

У преагонії свідомість хворого ще зберігається, але вона сплутана. Артеріальний тиск падає до нуля, пульс різко прискорюється та стає ниткоподібним, дихання поверхове, ускладнене, шкірні покриви бліді.
Під час агонії артеріальний тиск та пульс не визначаються, очні рефлекси (рогівковий, реакції зіниці на світло) зникають, дихання набуває характеру ковтання повітря.
Клінічна смерть — короткотривала перехідна стадія між життям та смертю, її тривалість 3-6 хвилин. Дихання та серцева діяльність відсутні, зіниці розширені, шкірні покриви холодні, рефлексів немає. У цей короткочасний період ще можливо відновити життєві функції за допомогою реанімації. У пізніші строки настають незворотні зміни у тканинах та клінічна смерть переходить у біологічну, справжню.

### Порушення в організмі при термінальних станах
При термінальному стані незалежно від його причини у організмі відбуваються загальні зміни, без роз'яснення яких неможливо зрозуміти сутність та зміст методів реанімації. Ці зміни зачіпають усі органи та системи організму (мозок, серце, обмін речовин тощо) та виникають в одних органах раніше, в інших — пізніше. Враховуючи те, що органи продовжують жити деякий час навіть після зупинки дихання та серця, при своєчасній реанімації вдається добитися ефекту оживлення хворого.
Найчутливіша до гіпоксії (низький вміст кисню у крові та тканинах) кора головного мозку, тому при термінальних станах раніше за все вимикаються функції вищого відділу ЦНС — кори головного мозку: людина втрачає свідомість. Якщо тривалість кисневого голодування перевищує 3-4 хвилини, то відновлення діяльності цього відділу ЦНС стає неможливим. Слідом за виключенням кори виникають зміни і в підкоркових відділах мозку. У останню чергу гине довгастий мозок, в якому знаходяться автоматичні центри дихання та кровообігу. Настає незворотна смерть мозку.
Все більша гіпоксія та порушення функцій мозку в термінальному стані призводять до порушення діяльності серцево-судинної системи. У преагонії різко падає насосна функція серця, зменшується серцевий викид — кількість крові, яка викидається шлуночком за 1 хвилину. Зменшується кровопостачання органів і особливо головного мозку, що прискорює розвиток незворотних змін. Завдяки наявності у серці власного автоматизму його скорочення можуть продовжуватись достатньо довгий час. Однак ці скорочення неадекватні, малоефективні, наповнення пульсу падає, він стає ниткоподібним, артеріальний тиск різко знижується, а потім припиняє визначатися. Надалі значно порушується ритм скорочень серця та серцева діяльність припиняється. У преагонії дихання пришвидшується та поглиблюється.
У період агонії разом з падінням артеріального тиску дихання стає нерівномірним, поверховим та, нарешті, зовсім припиняється — настає термінальна пауза. Реагують на гіпоксію печінка та нирки: при тривалому кисневому голодуванні у них також відбуваються незворотні зміни. У термінальному стані в організмі спостерігаються різкі зміни у обміні речовин. Вони виражаються перш за все у зниженні окисних процесів, що призводить до накопичення у організмі органічних кислот (молочної та піровиноградної) та двоокису вуглецю. Внаслідок цього порушується кислотно-основний стан організму. У нормі реакція крові та тканин організму нейтральна. Затухання окисних процесів у період термінального стану обумовлює зміщення реакцій у кислотну сторону, — виникає ацидоз. Чим довший час помирання, тим більш вираженим стає це зміщення.
Після виходу організму зі стану клінічної смерті спочатку відновлюється діяльність серця, потім самостійне дихання та лише надалі, коли зникнуть різкі зміни в обміні речовин та кислотно-основному стані, може відновитися функція головного мозку.
Період відновлення функції головного мозку найдовший. Навіть після короткочасної гіпоксії та клінічної смерті (менше хвилини) свідомість може бути тривалий час відсутня.

## Мета реанімації
Основні завдання при реанімації хворого, який перебуває у стані клінічної смертіборотьба з гіпоксією та стимуляція згасаючих функцій організму.
За ступенем невідкладності реанімаційні заходи можна поділити на дві групи:
1. підтримка штучного дихання та штучного кровообігу
2. проведення інтенсивної терапії, спрямованої на відновлення самостійного кровообігу та дихання, нормалізацію функцій ЦНС, печінки, нирок, обміну речовин.

## Реанімація при зупинці дихання
Необхідність у штучному диханні, або штучній вентиляції легень, виникає при асфіксії у зв'язку із закупоренням дихальних шляхів сторонніми предметами, утопленні, ураженні електричним струмом, отруєнні різними токсичними речовинами або лікарськими засобами, крововиливі у мозок, травматичному шоці. Штучне дихання є єдиним методом лікування станів, при яких самостійне дихання хворого не може забезпечити достатнє насичення крові киснем. Гостра дихальна недостатність може виникнути вдруге внаслідок порушення кровообігу. Гостра дихальна недостатність та її крайній ступінь — зупинка дихання — незалежно від причини призводять до зниження кисню в організмі (гіпоксія) та надмірного накопичення у крові та тканинах двоокису вуглецю (гіперкапнія). Внаслідок гіпоксії та гіперкапнії в організмі розвиваються тяжкі порушення функцій усіх органів, які можна усунути лише своєчасною реанімацією — штучною вентиляцією легень.
Існують різні методи штучної вентиляції легень. У наш час способи Сільвестра та Шефера застосовують дуже рідко. Вони менш ефективні, ніж штучне дихання, засноване на принципі вдування у легені, та застосовуються до осіб з пошкодженим обличчям. Методи Сільвестра та Шефера протипоказані при травмах грудної клітки. Метод Сільвестра не можна застосовувати при непрохідності дихальних шляхів у зв'язку з утопленням.
Штучне дихання шляхом вдування повітря може бути здійснене декількома способами. Найпростіший з них — штучна вентиляція легень рот в рот або рот в ніс. Розроблені ручні апарати для штучного дихання у вигляді гумового мішечка з маскою. Ці мішки-респіратори повинні бути у будь-якому медичному закладі, у медпункті, фельдшерсько-акушерському пункті. У лікарні для штучної вентиляції легень використовують спеціальні складні апарати, так звані респіратори. Портативними респіраторами оснащені машини швидкої допомоги, рятувальні станції на пляжах.

### Техніка штучної вентиляції легень рот до рота або рот до носа
Для проведення штучного дихання необхідно покласти хворого на спину, розстебнути одяг, що стискає грудну клітку та забезпечити вільну прохідність дихальних шляхів. Якщо у ротовій порожнині або глотці є якийсь вміст, його потрібно швидко видалити пальцем, серветкою, хусткою або за допомогою будь-якого відсмоктування. З цією метою можна використати гумову спринцівку, відрізавши спочатку її тонкий кінчик. Для звільнення дихальних шляхів голову постраждалого слід відвести назад. Потрібно пам'ятати, що надмірне відведення голови може призвести до звуження дихальних шляхів. Для повнішого відкриття дихальних шляхів необхідно висунути нижню щелепу вперед. Якщо під рукою є один з видів повітроводів, то його слід ввести у глотку для попередження западання язика. При відсутності повітроводу під час проведення штучного дихання слід притримувати голову у відведеному положенні рукою, зміщуючи нижню щелепу вперед, проводити реанімацію потрібно з розрахунком 2:15, 2 вдихи і 15 разів масаж серця. При проведенні дихання рот у рот голову постраждалого притримують у певному положенні. Людина, що проводить реанімацію, зробивши глибокий вдих та щільно притиснувши свій рот до рота хворого, вдуває до його легень повітря. При цьому рукою, що знаходиться у лоба постраждалого, необхідно затиснути ніс. Видих здійснюється пасивно, за рахунок еластичних сил грудної клітки. Число видихів у хвилину повинно бути не менше 16-20. Вдування повітря потрібно проводити швидко та різко (у дітей менш різко), щоб тривалість вдиху була у 2 рази менше часу видиху.
Необхідно слідкувати, щоб повітря, яке вдихається, не призвело до надмірного розтягнення шлунка. У цьому випадку з'являється небезпека виділення харчових мас зі шлунку та потрапляння їх у бронхи. Зрозуміло, дихання рот у рот створює значні гігієнічні незручності. Уникнути безпосереднього доторкання до рота хворого можливо, вдуваючи повітря через марлеву серветку, хустку або будь-яку іншу нещільну матерію. При цьому методі вентиляції легень можна застосовувати повітроводи.
При використанні методу дихання рот у ніс вдування повітря відбувається через ніс. При цьому рот постраждалого повинен бути закритий рукою, якою одночасно зміщують щелепу доверху для попередження западання язика.

### Штучна вентиляція легень за допомогою ручних респіраторів
Спочатку необхідно забезпечити прохідність дихальних шляхів та ввести повітровід. На ніс та рот хворого щільно накладають маску. Стискаючи мішок, роблять вдих, видих здійснюється через клапан мішка, при цьому тривалість видиху у 2 рази більша, ніж тривалість вдиху.
При усіх способах штучної вентиляції легень необхідно оцінювати її ефективність за екскурсією грудної клітки.
Тривала вентиляція легень слугує лише для надання першої допомоги та допомоги під час транспортування. Тому, не припиняючи реанімації — масажу серця та штучного дихання, слід зробити все можливе, щоб викликати швидку допомогу або перевезти хворого у лікувальний заклад для надання кваліфікованої допомоги.

### Штучна вентиляція легень за допомогою спеціальних апаратів
При тривалій штучній вентиляції легень обов'язково роблять інтубацію трахеї, вводячи до неї за допомогою ларингоскопу ендотрахеальну трубку. Інтубація трахеї є найкращим способом підтримки вільної прохідності дихальних шляхів. При цьому виключена небезпека западання язика та потрапляння до легень блювотиння. Через ендотрахеальну трубку можна робити як штучне дихання — рот у трубку, так і вентиляцію за допомогою респіраторів. Ці апарати дозволяють проводити штучну вентиляцію легень протягом багатьох днів і навіть місяців. При необхідності штучного дихання впродовж 3-4 днів та більше роблять трахеостомію. Машини швидкої допомоги оснащені усім необхідним для інтубації трахеї та проведення апаратного штучного дихання.
Трахеостомія — екстрена операція, яка полягає у введенні спеціальної трубки у трахею через розріз на передній поверхні шиї. Трахеостомія може застосовуватись також при асфіксіях, спричинених дифтерійним та несправжнім крупом, сторонніми предметами у гортані, пошкодженням гортані.
За відсутності трахеостомічної трубки у екстрених випадках може бути використана будь-яка трубка (носик чайника, котушка, металева трубка).

## Реанімація при зупинці кровообігу
Припинення діяльності серця може виникнути під впливом найрізноманітніших причин (утоплення, удушення, отруєння газами, ураження електричним струмом та блискавкою, крововилив у мозок, інфаркт міокарда та інші захворювання серця, тепловий удар, крововтрати, сильний прямий удар у ділянку серця, опіки, замерзання та ін.) та у будь-якій обстановці — у лікарні, стоматологічному кабінеті, вдома, на вулиці, виробництві. У будь-яких з цих випадків у розпорядженні особи, що робить реанімацію, є лише 3-4 хвилини для постановки діагнозу та відновлення кровопостачання мозку.
Розрізняють два види припинення роботи серця: асистолію (повне припинення діяльності серця) та фібриляцію шлуночків, коли певні волокна м'язів серця скорочуються хаотично, некоординовано. Як у першому, так у другому випадках серце припиняє «качати» кров та кровотік у судинах зупиняється.
Основними симптомами зупинки серця', які дозволяють швидко поставити діагноз, є:
1. втрата свідомості;
2. відсутність пульсу, у тому числі на сонних та стегнових артеріях;
3. відсутність серцевих тонів;
4. зупинка дихання;
5. блідість або синюшність шкіри та слизових оболонок;
6. розширення зіниць;
7. судоми, які можуть з'явитися у момент втрати свідомості та бути першим помітним оточуючим симптомом зупинки серця.

Ці симптоми настільки переконливо свідчать про зупинку кровообігу та про те, що не можна втрачати ані секунди на додаткове обстеження (вимірювання артеріального тиску, визначення частоти пульсу) або пошуки лікаря, а необхідно негайно розпочати реанімацію — масаж серця та штучне дихання. Слід пам'ятати про те, що масаж серця завжди повинен проводитися одночасно зі штучним диханням, у результаті якого циркулююча кров збагачується киснем. В іншому випадку у реанімації немає сенсу.
Застосовують два типи масажу серця: відкритий або прямий — під час операцій на органах грудної порожнини, та непрямий, що проводиться як один з елементів серцево-судинної церебральної реанімації.

### Техніка непрямого масажу серця
Непрямий масаж серця є ритмічним стисканням серця між грудиною та хребтом. При цьому кров виганяється з лівого шлуночка у аорту та надходить до головного мозку, а з правого шлуночка — до легень, де збагачується киснем. Після того, як тиск на передню грудну стінку припиняється, порожнини серця знову заповнюються кров'ю.
При проведенні непрямого масажу серця хворого вкладають на спину на тверду поверхню (підлога, земля). Масаж на матраці або м'якій поверхні робити не можна. Реаніматор стає збоку від хворого та кистями, покладеними одна на одну, натискає на грудину з такою силою, щоб прогнути її за напрямком до хребта на 5–6 см. Частота стискань 100—120 у хвилину. Руки повинні лежати на нижній третині грудини.
У дітей масаж серця слід проводити лише однією рукою, а дітей грудного віку — кінчиками двох пальців з частотою 100—120 натискань у хвилину. Точка прикладання пальців у дітей до 1 року — у нижнього кінця грудини.
При проведенні масажу дорослим необхідно застосовувати не тільки силу рук, потрібно натискати усім корпусом. Такий масаж потребує значного фізичного напруження та досить втомливий.
Якщо реанімацію виконує одна людина, то через кожні 30 стискань грудини з інтервалом у 1 секунду вона повинна, припинивши масаж, зробити 2 вдихи за методом рот у рот, рот у ніс або спеціальним ручним респіратором. При участі у реанімації двох осіб слід робити 2 роздування легень після кожних 30 стискань грудини.
Ефективність масажу серця оцінюють за такими ознаками:
1. поява пульсу на сонних, стегнових та променевих артеріях;
2. підвищення систолічного артеріального тиску до 60-80 мм рт. ст.;
3. звуження зіниць та поява реакції їх на світло;
4. зникнення синюшного забарвлення та «смертельної» блідості;
5. подальше відновлення самостійного дихання.

Слід пам'ятати, що грубе проведення зовнішнього масажу серця може призвести до тяжких ускладнень — переломів ребер, що може призвести до пошкодження органів грудної порожнини (наприклад, легень і серця). При сильному тиску також може статися розрив шлунка або печінки. Особливу обережність слід виявляти при проведенні масажу в дітей та людей похилого віку.
Якщо через 30-40 хвилин від початку масажу серця, штучного дихання та медикаментозної терапії серцева діяльність не відновлюється, зіниці залишаються широкими, без реакції на світло, з'являється помутніння рогівки, то можна вважати, що в організмі почалися незворотні зміни та загибель мозку, і реанімацію доцільно припинити. При появі явних ознак смерті реанімацію можна припиняти раніше.
При деяких тяжких захворювань та травматичних пошкодженнях (злоякісні пухлини з метастазами, тяжка травма черепа з розмозженням головного мозку) реанімація не буде мати сенсу та її не слід розпочинати. У інших випадках раптової смерті завжди залишається надія на оживлення хворого та для цього повинні бути прийняті усі можливі заходи.
Транспортування хворого із зупинкою дихання та серцевих скорочень може бути здійснене лише після відновлення серцевої діяльності та дихання або у спеціальній машині швидкої допомоги, у якій можна продовжувати реанімаційні заходи.

## Інтенсивна терапія
Штучна вентиляція легень та масаж серця — лише початкові етапи у заходах, спрямованих на відновлення самостійного кровообігу, дихання, функції мозку та інших органів.
Успіх реанімації залежить не тільки від своєчасності цих нагальних заходів, але й від того, наскільки правильно встановлена причина термінального стану та обґрунтована відповідна медикаментозна та інфузійна терапія. Для визначення причини зупинки кровообігу необхідно електрокардіографічне обстеження. Різниця в електрокардіограмі (ЕКГ) при асистолії та фібриляції шлуночків дуже характерні.
Для лікування фібриляції шлуночків використовують спеціальні прилади — дефібрилятори, електричні конденсатори, які можуть створити електричний розряд у декілька тисяч вольт. При роботі з дефібрилятором необхідно чітко дотримуватись техніки безпеки. Розряд електричного струму у 3000-7000 Вт може зняти фібриляцію серця через грудну клітку. Зараз спеціалізовані реанімаційні машини швидкої допомоги оснащені сучасними дефібриляторами-конденсаторами.
Медикаментозна терапія термінальних станів та клінічної смерті звичайно здійснюється лікарською бригадою, яка прибула до місця нещасного випадку на спецмашині. Застосування лікарських засобів при реанімації спрямоване на:
- посилення скорочувальної функції серця,
- відновлення обміну речовин у ньому,
- усунення порушень кислотно-основного стану (ацидозу), який супроводжує зупинку кровообігу,
- попередження ускладнень постреанімаційного періоду, зокрема набряку мозку.

Для відновлення серцевої діяльності використовують адреналін. Препарат виявляє дуже сильну дію на тонус серцевого м'язу. Його вводять під час масажу серця внутрішньовенно по 0,5 мл 0,1 % розчину, розведеного в 5 мл ізотонічного розчину натрію хлориду або глюкози. За його неефективності, коли неможливо збільшити його дозу через вичерпання граничних доз згідно фармакопеї використовують мезатон чи норадреналін. На даному етапі розвитку реаніматології внутрішньосерцеві ін'єкції не використовують[джерело?].
При реанімації застосовують кордарон, лідокаїн, новокаїнамід, особливо при фібриляції шлуночків перед застосуванням дефібриляції.
Слід враховувати, що в умовах ацидозу реанімація та медикаментозна терапія не будуть ефективними. Тому при першій нагоді вводять 4-8,4 % розчин натрію гідрокарбонату. Певне значення має введення преднізолону, що також впливає на обмін речовин, сприяючи усуненню ацидозу, відновленню серцевої діяльності.
Застосування стимуляторів дихання, ЦНС, таких, як кордіамін, лобелін, цититон, стрихнін, під час реанімації неприпустиме, тому що вони, посилюючи обмінні процеси у клітинах, збільшують потребу останніх у кисні й тим самим роблять їх менш стійкими до гіпоксії.
Під час реанімації усі лікарські препарати вводять тільки внутрішньовенно. Підшкірні та внутрішньом'язові ін'єкції у зв'язку з відсутністю кровотоку неефективні, а всмоктування препаратів після відновлення нормального кровообігу може призвести до небезпечних для життя хворого наслідкам. Тому для проведення медикаментозної терапії виконують венепункцію або катетеризацію вени. У реанімаційній практиці застосовують катетеризацію великих венозних судин, які розташовані біля серця, — підключичної або яремної вени. Під час реанімації для введення ліків масаж серця та штучне дихання припиняють не більш ніж на 10-15 секунд.
Основою інтенсивної терапії постреанімаційного періоду є масивна інфузійна терапія, у яку входить переливання крові та кровозамінників, розчинів електролітів та енергетичних речовин (глюкоза, спирти), розчинів ліків, регулюючих різні сторони гомеостазу, ліквідуючих ендогенну або екзогенну інтоксикації.

## Організація реанімаційної допомоги
Необхідність у реанімаційній допомозі може виникнути у будь-якій обстановці. Життя постраждалого у цьому випадку буде залежати від того, наскільки людина, яка надає допомогу, володіє методами реанімації (зовнішній масаж серця та штучне дихання). Звичайно, що повноцінні реанімаційні заходи може провести лише медичний працівник.
Велике значення має організація спеціального кабінету у поліклініці, аптеці, будь-якому медичному пункті, де необхідно мати реаніматологічний набір. У ньому повинні бути:
- стерильні бинти та серветки;
- шприці у спеціальних укладках;
- кровоспинні джгути та турнікети;
- повітровід для дихання рот у рот;
- ручний мішок-респіратор;
- медикаменти: адреналін у ампулах — 0,1 % розчин, кальцію хлорид у ампулах — 10 % розчин, кофеїн, ефедрин, корглікон, промедол або морфін, преднізолон для внутрішнього введення, новокаїн, папаверин, нітрогліцерин у таблетках;
- розчини для внутрішнього вливання;
- голки для венепункції;
- стерильна система для внутрішньовенного вливання.

Спеціальні реанімобілі оснащені усім необхідним для здійснення реанімації, навіть для проведення операцій (трахеостомія, катетеризація вен, артерій та серця, прямий масаж серця та ін.).
В усіх великих лікарнях є реанімаційні відділення. Вони мають окремий штат лікарів-реаніматологів та висококваліфікованих сестер, складне обладнання для проведення реанімації, діагностичну апаратуру. У реанімаційні відділення надходять тяжкохворі з інших відділень, наприклад, після операції, та доправлені машинами швидкої допомоги.
Існують реанімаційні відділення:
- терапевтичного профілю, в яких лікують хворих на інфаркт міокарда, з гострою серцевою недостатністю, тяжкими захворюваннями органів дихання,
- хірургічні — для післяопераційного ведення хворих,
- токсикологічні центри — для лікування отруєнь,
- опікові центри — для лікування тяжкої опікової хвороби, відморожень,
- травматологічні відділення — для хворих з тяжкими травмами та травматичним шоком.